# Perfect piano lesson
perfect piano lesson（パーフェクト ピアノ レッスン）は、日本のロックバンド。
2001年結成。メンバー各々が仕事を持ちながら並行してバンド活動を続けている。

## メンバー
- 白根佑一（しらね ゆういち）
  - ボーカル / ギター
  - 全ての作品でジャケットのイラストを手掛けている。
  - 釣りや漫画が趣味。漫画は歌詞やジャケットにも影響を与えていると語っている。
  - フェンダー・テレキャスターを使用。
- 大屋卓朗（おおや たくろう）
  - ベース
  - 他の二人より１歳年上のリーダー。
- 勝谷晋三（かつや くにぞう）
  - ドラムス / パーカッション / コーラス
  - 並行して「elrevig」のギター・ボーカルとしても活動。

## 来歴
2001年1月、大学の音楽サークル内で結成（サークルの先輩バンドに54-71がいる）。
2005年12月8日、1st シングル「two hundred and forty one mondays」でデビュー。
2006年11月11日、1st アルバム「modernize.」をリリース。
2008年6月4日、1stミニアルバム「terra incognita」をリリース。
2008年8月、オムニバスアルバム「残響record compilation」に「morning spider」を提供。
2009年8月5日、オムニバスアルバム「パニック Level. 01」に「morning spider」を提供。同月12日にはレーベルメイトの3ndと共同でスプリットEP「black and orange」をリリース。
2009年11月21日、2nd アルバム「Wanderlust」をリリース。リリースツアーを行い、同年12月19日ツアーファイナルとしてO-NESTで初のワンマンライブを行った。来場者には未発表曲の収録されたCD-Rが配布された。
2010年8月、オムニバスアルバム「残響record Compilation vol.2」に「xanadu」を提供。
2011年1月、結成10周年を迎えた。記念して同月15日に渋谷 O-NESTで2度目のワンマンライブを行う。来場者には未発表曲2曲が収録されたCD-Rが配布された。
2014年8月、オムニバスアルバム「残響record Compilation vol.4」に「Traumerei」を提供。
2016年4月27日、約6年ぶりのニューアルバム「Zvezda」をリリース。同時にアルバム発売・15周年記念のワンマンライブをもって活動休止期間に入る事を発表。

## ディスコグラフィー

### シングル
|                                       | 規格品番 （発売日）       |
| ------------------------------------- | ------------------------- |
| 1st two hundred and forty one mondays | ZNR-007 （2005年12月8日） |

### アルバム
|                | 規格品番 （発売日）        |
| -------------- | -------------------------- |
| 1st modernize. | ZNR-020 （2006年11月11日） |
| 2nd Wanderlust | ZNR-072 （2009年11月21日） |
| 3rd Zvezda     | ZNR-143 （2016年4月27日）  |

#### ミニアルバム
|                 | 規格品番 （発売日）     |
| --------------- | ----------------------- |
| terra incognita | ZNR-052（2008年6月4日） |

### コンピレーションアルバム
|                              | 規格品番 （発売日）         |
| ---------------------------- | --------------------------- |
| 残響record Compilation       | ZNR-054（2008年8月20日）    |
| パニック Level. 01           | TKCA-73451（2009年8月5日）  |
| 残響record Compilation vol.2 | ZNR-096（2010年8月4日）     |
| 残響record Compilation vol.4 | PCCA-04080（2014年8月20日） |

## ミュージックビデオ
| 監督   | 曲名                                          |
| 夏目現 | 「(leaving this planet on the) Sunday Night」 |
| 不明   | 「springstorm」                               |

## 主なライブ

### ワンマンライブ・主催イベント
- 2008年11月15日 - perfect piano lesson presents 「death at the O-nest ～O-NESTニ死ス vol.1～」
w/People In The Box
- 2009年12月19日 - 『Wanderlust release tour final』one man show
w/texas pandaa
- 2011年01月15日 - perfect piano lesson 10周年記念 ワンマンライブ
w/mudy on the 昨晩/ハイスイノナサ

### 出演イベント
- 2008年04月27日 - ARABAKI ROCK FEST.08
- 2010年09月04日・05日・23日 - 残響sound tour 2010
- 2010年10月30日 - ivory7 chord "leaves TOUR 2010"
- 2011年01月08日 - ハイスイノナサ「想像と都市の子供」release tour
- 2011年07月03日 - M☆N☆T2011SPECIAL!
- 2011年08月06日 - broadside presents"dug"
- 2011年09月17日・19日・24日 - 残響祭 7th Anniversary
- 2011年11月12日 - mudy on the 昨晩 mudy in squall リリースツアー「ファインディング・アディ」
- 2011年12月11日 - ヨソハヨソ×M☆N☆T presents 「傍観者の夜明け」#2
- 2012年03月04日 - megu presents 『サンガツvol.2』
- 2012年09月01日・02日・16日 - 残響祭 8th ANNIVERSARY
- 2013年03月23日 - megu presents サンガツvol.5
- 2013年09月15日 - 残響祭 9th ANNIVERSARY
- 2013年11月09日 - megu presents サンガツvol.6
- 2013年11月10日 - te' presents『躊躇のない思考の律動は無窮の現在を反芻し、変容の尖端で閃きを明滅する。私の中の消えぬ燠火は怠惰を焦がし、鍛錬を絶やさず、暗闇に浮かぶ摂理の輪郭を凝視する。次なる十年を夢想しながら。』" 攣 "
- 2013年12月22日 - RUSSIA GROUP 10 Years Anniversary Party! ～愛、燦々と降りしきる夜～
- 2014年10月19日 - 残響祭 10th Anniversary

### インタビュー
- CINRA.net(2009年10月)
- Rooftop(2009年10月)
- ototoy(2009年10月)

| スタブアイコン | サブスタブ | この項目は、まだ閲覧者の調べものの参照としては役立たない、音楽関係者（バンド等）に関連した書きかけの項目です。この項目を加筆・訂正などしてくださる協力者を求めています（P:音楽/PJ:芸能人）。 |